# Sanshin

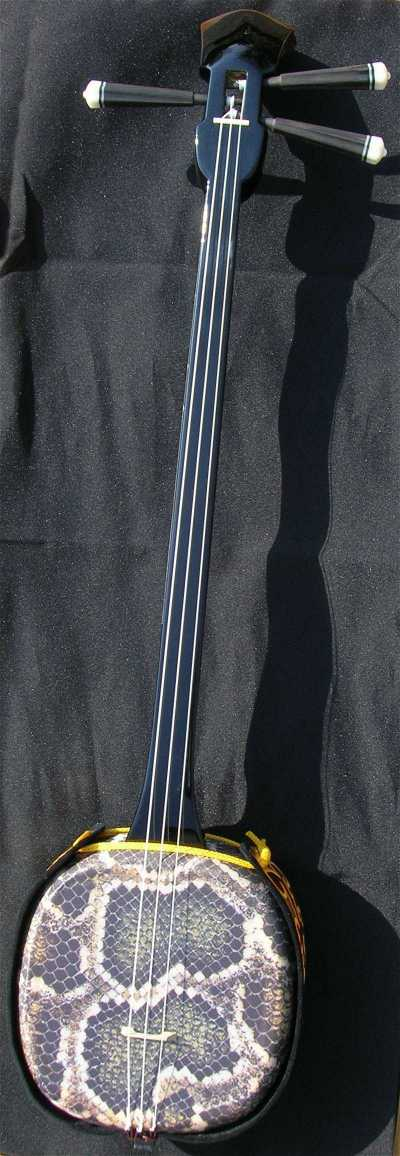

Le sanshin (三線, littéralement « trois cordes ») est un instrument à cordes pincées utilisé pour accompagner les chants traditionnels des îles Ryûkyû (actuel département d’Okinawa) et Amami (sud du département de Kagoshima), dans le sud du Japon. Il s’agit d’un luth sans frette. Sa caisse de résonance est constituée d’un anneau de bois sur lequel sont tendues deux peaux de python, qui lui vaut parfois d’être appelé jabisen (蛇皮線) ou jamisen (蛇味線) (ja signifiant « serpent ») dans le Japon métropolitain. Ce nom n’est toutefois jamais employé à Okinawa, où on lui préfère les appellations sanshin ou shamisen (三味線), et reste très marginal à Amami où le terme d’usage courant reste shamisen (sauf lorsque l’on doit faire la distinction avec le shamisen japonais).

## Histoire

### Origine
Il est dérivé du sanxian chinois. La date exacte de l’introduction de celui-ci dans l’archipel des Ryūkyū est incertaine. On suppose généralement qu’il y a été amené par les immigrants chinois venus s’installer dans la seconde moitié du XIVe siècle dans le village de Kuninda (actuellement Kume, un quartier de Naha). Ceux-ci, envoyés sur l’ordre de l’empereur Ming Hongwu afin de faciliter les échanges entre la cour de Nankin et celle du royaume de Ryūkyū qui contrôlait l'archipel à cette époque, étaient essentiellement originaires de la province de Fujian, où le sanxian était à l’époque très populaire ; il est raisonnable de penser que les immigrants de cette région l’ont emporté dans leurs bagages au cours de leurs allées et venues.

#### Sanshin, sanxian, shamisen
Si à Okinawa, l’appellation sanshin, déformation du chinois sanxian, est employée de très longue date, il n’existait à l’origine pas de réelle distinction entre sanshin et sanxian, les musiciens des Ryūkyū utilisant l’instrument chinois tel quel pour s’accompagner. Ce ne serait qu’au début du XVIIIe siècle que le sanshin se serait réellement différencié de l’instrument chinois pour prendre sa forme actuelle, en particulier sous l’influence des sanshin nushitui (三線主取い), les luthiers royaux de Ryūkyū. Le sanshin actuel se distingue ainsi du sanxian des origines par une caisse de résonance plus ronde et plus grande et un manche raccourci, ce qui permet notamment de jouer plus aisément l’intervalle sol-si (en notation musicale chinoise ancienne : 上-尺) caractéristique de la gamme d’Okinawa.
Par commodité, les chercheurs utilisent en général le mot sanshin pour parler de l’instrument employé dans les Ryūkyū pour accompagner le répertoire autochtone, que ce soit avant ou après sa transformation (le terme sanxian est par contre toujours utilisé pour l’instrument utilisé dans le contexte de la musique uzagaku, qui a lui gardé sa forme d’origine).
On suppose que le sanxian aurait été importé au Japon au XVIe siècle dans le port de Sakai, près d’Osaka, par des marins d’Okinawa, bien que les circonstances et la date de l’introduction de l’instrument fassent encore l’objet de vives discussions. Toujours est-il qu’il a rapidement évolué pour donner naissance au shamisen japonais, notamment en intégrant de nombreuses influences du jeu de biwa. Savoir si la musique des Ryūkyū a été transmise en même temps que l’instrument fait là encore débat, certains chercheurs trouvant une forte ressemblance entre Yanagi-bushi d’Okinawa et Ryūkyū-gumi, un des premiers morceaux de shamisen. Toujours est-il que l’influence de la musique des Ryūkyū sur l’instrument japonais et son répertoire est dans l’ensemble négligeable.

### Développement
L’adoption de l’instrument par la population des Ryûkyû est elle aussi mal documentée, mais le rapport diplomatique d’un ambassadeur des Ming laisse penser que son usage se serait répandu dans la classe dominante aux alentours du XVe ou XVIe siècle. On ne sait toutefois pas très bien à quoi ressemblait cette musique de sanxian (en dehors de son utilisation dans l’orchestre de musique chinoise uzagaku).
Une tradition populaire veut qu’un dénommé Akainku, un grand chanteur d’omoro, ait été le premier à utiliser l’instrument dans le répertoire autochtone, mais les sources écrites sur ce personnage n’apparaissent qu’à une date bien ultérieure et font la part belle à la légende (à l’heure de sa mort, il serait monté au ciel dans une colonne de lumière) ; il est donc difficile de distinguer le vrai du faux dans cette tradition populaire.
La première musique de sanshin dont on garde la trace aujourd'hui est l’œuvre de Tansui-Uêkata (1623-1683), le fondateur de la musique que l’on nomme aujourd’hui musique classique des Ryûkyû (Ryûkyû koten-ongaku). La pratique de l’instrument ne s’arrêta toutefois pas aux classes dirigeantes, mais se répandit dans toutes les couches de la société. Il faisait partie de l’enseignement dispensé aux courtisanes, mais accompagne également souvent les chants et danses des classes populaires (eisâ, mô-ashibi).
Sa pratique est aujourd’hui encore très vivace et la musique de sanshin est un élément d’identité culturel fort pour Okinawa et la région d’Amami. Son enseignement est dispensé dans des classes tenues par des professeurs diplômés, mais les autodidactes sont également très nombreux. Depuis les années 1990, en partie grâce à l’influence des dorama se passant à Okinawa, sa pratique s’est considérablement développée dans le Japon métropolitain.

## Caractéristiques
La principale caractéristique du sanshin est sa caisse de résonance circulaire tendue de deux peaux de python (traditionnellement molure, parfois réticulé de nos jours) qui lui vaut parfois d'être appelé jabisen (蛇皮線) : littéralement « peaux de serpent-cordes ») dans le Japon métropolitain. Il existe énormément de variantes mineures au niveau de la forme qui permettent de classer les sanshin en sept catégories suivant la forme du chevillier et l’épaisseur du manche. Ils présentent cependant tous la même structure.
Les éléments
- le manche sô (棹?) : d’une seule pièce, les tsugi-zao (manches démontables) du shamisen japonais sont rarissimes. D’une longueur totale d’environ 80 cm, il ne comporte ni touche ni frette. La distance entre le chevillier et le chevalet (mobile et en bambou) est d’environ 60 cm. Les bois employés sont Distylium racemosum, mûrier, palissandre, Pterocarpus indicus, Hibiscus tiliaceus. Le plus prisé reste l’ébène, et en particulier l’ébène de Yaeyama qui est réputé pour ses propriétés acoustiques. Mais cette variété ayant été surexploitée par les luthiers, elle est aujourd’hui protégée. La majorité de l’ébène utilisé provient maintenant d’Asie du Sud-Est.

- la caisse de résonance chîga (チーガ?) : cadre en bois presque circulaire, d’un diamètre d’environ 20 cm et d’une profondeur de 10 cm. Sur chacune des deux faces est tendue une peau qui sert de membrane. Cette peau est traditionnellement celle d’un python (à l’origine python molure). Toutefois, en raison de différentes régulations, dont la CITES, et de différents facteurs d’approvisionnement, le python réticulé est aujourd’hui souvent employé à sa place. À noter qu’on ne trouve pas de python à l'état naturel à Okinawa : il s’agit de peaux importés de Chine ou du Sud-Est asiatique.

Différents substituts existent
- shibu-baï : jusqu’au milieu du XXe siècle, la peau de python était rare et donc extrêmement coûteuse (d’autant plus qu’elle nécessite d’être remplacée régulièrement). Les musiciens du répertoire populaire utilisaient donc divers matériaux : papier japonais durci avec de la résine, écorce d’arbre, pour un résultat acoustique plus ou moins réussi. Certains grands noms de la musique min'yō (Noborikawa Seijin entre autres) témoignent avoir appris à jouer sur ces sanshin « faits maison » dans leur jeunesse. Cependant, avec la démocratisation de la peau de serpent après la Seconde Guerre mondiale, ces techniques de fabrication se sont peu à peu perdues et les très rares shibu-baï sanshin que l’on trouve encore aujourd’hui sont des objets de curiosité, bien souvent trop abîmés pour être joués ;
- les peaux artificielles sont également très répandues : moins chères, plus solides et d’un entretien plus facile que le serpent. Ce type de peau n’est par contre utilisé que pour les instruments d’entraînement, il est très rare d’en voir sur scène ;
- un compromis consiste à coller une peau de serpent sur une peau artificielle. Cette méthode est de plus en plus appréciée car elle combine les propriétés acoustiques et visuelles d’une vraie peau avec la solidité d’une peau artificielle ;
- après la Seconde Guerre mondiale, il était devenu presque impossible de se procurer les matériaux nécessaires à la fabrication d’un sanshin. Les musiciens ont alors fait preuve d’imagination en utilisant les boîtes de conserve de l’armée d’occupation américaine comme caisse de résonance : c’est ce que l’on appelle un kankara sanshin.

Les cordes
- autrefois en soie, elles sont aujourd’hui en nylon. L’idée de remplacer la soie par le nylon plus solide remonterait là encore à l’immédiat après-guerre, où certains musiciens tendaient sur leur instrument les suspentes des parachutes de l’armée américaine.

Les cordes utilisées à Amami sont plus fines que celles utilisées à Okinawa, et permettent ainsi d’accorder l’instrument jusqu’à une quinte au-dessus. Les cordes employées à Amami sont jaunes (blanches à Okinawa) : cette couleur viendrait du fait qu’autrefois on badigeonnait les cordes en soie de jaune d’œuf pour les rendre plus solides.

## Jeu
À Okinawa, le musicien utilise un plectre en forme de corne, en bois, en plastique, mais le plus souvent en corne de buffle d’eau, qu’il place sur son index droit. Dans le registre populaire, le musicien peut également utiliser un médiator de guitare ou de basse ou directement l’ongle de son index droit. De base, le plectre vient fortement appuyer sur la corde, de haut en bas, mais il n’existe pas de technique percussive comme dans le shamisen de gidayū-bushi.
À Amami, le plectre consiste en une tige de bambou : on glisse une extrémité de cette tige entre le majeur et l’annulaire et on pince l’autre entre le pouce et l’index. La main droite est plus percussive et utilise bien plus fréquemment les upstroke qu’à Okinawa.

### Accord
Il existe cinq façons d'accorder le sanshin (les hauteurs données ci-dessous ne sont que relatives, chaque chanteur accordant son instrument en fonction de sa tessiture vocale) :
- hon chōshi (本調子?) : accord standard (ex. : C3, F3, C4) ;
- ni-agi chōshi (二揚調子?) : deuxième corde montée (ex. : C3, G3, C4) ;
- ichi, ni-agi chōshi (一、二揚調子?) : première et deuxième cordes montées (ex. : D3, G3, C4) ;
- dan-sage chōshi (三下げ調子?) : troisième corde baissée (ex. : C3, F3, B♭3), dans les faits identique à l'accord précédent ;
- ichi-agi chōshi (一揚調子?) : première corde montée (ex. : E♭3, F3, C4), que l'on trouve dans quelques très rares morceaux des  îles Yaeyama.

## Répertoire
Le sanshin est l’instrument d’Okinawa par excellence, accompagnant aussi bien les chants populaires folkloriques, qu’on regroupe de nos jours sous le nom d’Okinawa min'yō, que la musique de cour de Ryūkyū.
Amami est également le berceau d’un répertoire de chants traditionnels que l’on distingue sous le nom d’Amami min'yō, ou plus couramment shimauta.
Le sanshin est aussi employé dans des genres plus contemporains, tel que le rock ou la pop (Natsukawa Rimi, BEGIN), le reggae (U-dou & Platy) voire dans l’électro (Shisa). Il connaît depuis les années 1990 un certain succès qui dépasse les régions d’Okinawa et d’Amami, et on le voit parfois employé de façon marginale dans des contextes fort éloignés de son utilisation d’origine, tels que les fanfares publicitaires chindon'ya.